# Nội Bài nemzetközi repülőtér
A Nội Bài nemzetközi repülőtér (IATA: HAN, ICAO: VVNB) Vietnám egyik nemzetközi repülőtere, amely Hanoi közelében található. Éves utasforgalma 29 200 000 fő (2019).

## Futópályák
A repülőtér futópályái:
- 11L/29R (3200 m, 45 m, aszfalt)
- 11R/29L (3800 m, 45 m, aszfalt)

## Forgalom
Az utasforgalom az elmúlt években az alábbi módon változott:
| Utasok száma | 11 341 039 | 12 825 784 | 14 190 675 | 17 213 715 | 20 596 632 | 23 824 400 | 27 000 000 | 29 200 000 |
|              | 2012       | 2013       | 2014       | 2015       | 2016       | 2017       | 2018       | 2019       |

## Személyforgalom
| Légitársaság                       | Célállomások |
| ---------------------------------- | --- |
| Aeroflot                           | Moscow–Sheremetyevo |
| AirAsia                            | Kuala Lumpur–International |
| Air Busan                          | Busan |
| Air China                          | Beijing–Capital |
| Air Macau                          | Macau |
| Air Seoul                          | Seoul–Incheon |
| All Nippon Airways                 | Tokyo–Narita |
| Asiana Airlines                    | Seoul–Incheon |
| Bamboo Airways                     | Buon Ma Thuot, Can Tho, Chu Lai, Con Dao, Da Lat, Da Nang, Dong Hoi, Frankfurt (begins 25 February 2022), Ho Chi Minh City, Hue, Kaohsiung, London–Heathrow (begins 22 March 2022), Nha Trang, Phu Quoc, Pleiku, Quy Nhon, Rach Gia, Seoul–Incheon, Tajvan–Taojüan, Tokyo–Narita, Tuy Hoa, Vinh Charter: Ibaraki, Tainan |
| Bangkok Airways                    | Chiang Mai |
| Cathay Pacific                     | Hong Kong |
| Cebu Pacific                       | Manila |
| China Airlines                     | Tajvan–Taojüan |
| China Eastern Airlines             | Kunming, Nanning |
| China Southern Airlines            | Changsha, Guangzhou, Shenzhen |
| Chongqing Airlines                 | Chongqing |
| Eastar Jet                         | Seoul–Incheon |
| Emirates                           | Dubai–International |
| EVA Air                            | Tajvan–Taojüan |
| Fly Gangwon                        | Yangyang |
| GX Airlines                        | Luoyang, Nanning |
| Hai Au Aviation                    | Ha Long Bay |
| Hong Kong Airlines                 | Hong Kong |
| IndiGo                             | Kolkata |
| Japan Airlines                     | Tokyo–Narita |
| Jeju Air                           | Seoul–Incheon |
| Jin Air                            | Seoul–Incheon |
| Korean Air                         | Seoul–Incheon |
| Lao Airlines                       | Luang Prabang, Vientiane |
| Malaysia Airlines                  | Kuala Lumpur–International, Kuching |
| Malindo Air                        | Kuala Lumpur–International |
| Mandarin Airlines                  | Taichung |
| Pacific Airlines                   | Da Lat, Guangzhou, Ho Chi Minh City, Hong Kong |
| Philippine Airlines                | Manila |
| Qatar Airways                      | Doha |
| Scoot                              | Singapore |
| Shenzhen Airlines                  | Guangzhou, Shenzhen |
| Sichuan Airlines                   | Chengdu–Shuangliu |
| Singapore Airlines                 | Singapore |
| Thai AirAsia                       | Bangkok–Don Mueang, Chiang Mai |
| Thai Lion Air                      | Bangkok–Don Mueang |
| Turkish Airlines                   | Istanbul |
| T'way Air                          | Busan, Daegu, Seoul–Incheon |
| VietJet Air                        | Bangkok–Suvarnabhumi, Buon Ma Thuot, Busan, Can Tho, Chu Lai, Da Lat, Da Nang, Delhi, Denpasar/Bali, Dong Hoi, Ho Chi Minh City, Hue, Kaohsiung, Nha Trang, Osaka–Kansai, Phu Quoc, Pleiku, Quy Nhon, Seoul–Incheon, Siem Reap, Singapore, Taichung, Tajvan–Taojüan, Tokyo–Narita, Tuy Hoa, Yangon Charter: Yangyang |
| Vietnam Airlines                   | Bangkok–Suvarnabhumi, Beijing–Capital, Beijing–Daxing, Buon Ma Thuot, Busan, Can Tho, Chengdu–Shuangliu, Chu Lai, Da Lat, Da Nang, Dong Hoi, Frankfurt, Fukuoka, Guangzhou, Haikou, Ho Chi Minh City, Hong Kong, Hue, Kaohsiung, Kuala Lumpur–International, London–Heathrow, Luang Prabang, Macau, Moscow–Sheremetyevo, Nagoja–Centrair, Nha Trang, Osaka–Kansai, Párizs–Charles de Gaulle, Phnom Penh, Phu Quoc, Pleiku, Quy Nhon, Seoul–Incheon, Sanghaj-Putungi nemzetközi repülőtér, Shenzhen, Siem Reap, Szingapúr, Sydney, Tajvan–Taojüan, Tokió–Haneda, Tokió–Narita, Tuy Hoa, Vientiane, Vinh, Yangon Charter: Chongqing, Dalian, Ibaraki, Ningbo |
| Vietnam Airlines operated by VASCO | Dien Bien Phu, Dong Hoi, Vinh |
| Vietravel Airlines                 | Ho Chi Minh City Charter: Nha Trang, Phu Quoc, Quy Nhon |